# Intensidad horaria de la corriente
La Intensidad horaria de la corriente (Ihc) es la velocidad de la corriente de agua que desplaza un barco medida en nudos (o millas por hora). El desplazamiento provocado por la corriente recibe el nombre de deriva (d), y se produce en una dirección determinada conocida como rumbo de la corriente (Rc).
El rumbo y la intensidad horaria de las corrientes marinas figuran en las publicaciones conocidas como derroteros.

## Ejemplo
Si nos afecta una corriente de cualquier rumbo y de intensidad horaria de 3' durante 48 minutos, se calcula que la deriva ha sido:
(1 h=60 min) 60 m -- 3' (millas)
48 m. -- X
Resolvemos la regla de tres:
48 x 3
-------= deriva 2,4 millas
60

## Cálculo de una corriente desconocida
La Ihc y el rumbo de una corriente desconocida se pueden calcular fácilmente conociendo la situación de partida, el rumbo verdadero (o de superficie si hay viento) y la velocidad de barco, así como la situación de llegada. 
1. Sobre la carta se dibuja el punto de partida, el rumbo verdadero (o de superficie) y se marca el él la situación estimada (Se), en la que nos encontraríamos si no hubiera corriente, multiplicando el tiempo transcurrido por la velocidad de barco.
2. A continuación se marca sobre la carta la situación verdadera (Sv) del barco conocida por cualquier procedimiento habitual (demoras a tierra, por ejemplo).
3. Se traza una línea de la situación estimada a la situación verdadera. Esa línea nos informa del rumbo de la corriente.
4. Para conocer la intensidad, se divide la distancia entre la situación estimada (Se) y la situación verdadera (Sv) entre el tiempo transcurrido. El resultado es la intensidad horaria de la corriente.